# Hirschfeld (Brandenburg)
Hirschfeld ist eine Gemeinde im südbrandenburgischen Landkreis Elbe-Elster. Sie gehört dem Amt Schradenland mit Sitz in der Gemeinde Gröden an.

## Geografie
Die Schradengemeinde Hirschfeld befindet sich etwa 12 Kilometer südöstlich von Elsterwerda in unmittelbarer Nähe zur sächsischen Landesgrenze.

Zur Gemeinde Hirschfeld gehört der Wohnplatz Frankenmühle.

## Geschichte

Hirschfeld um 1898

Hirschfeld (1910)

Der Ort wurde vermutlich im 12. Jahrhundert im Rahmen der Ostsiedlung gegründet. Exakte Daten über die ersten Ansiedlungen sind jedoch nicht überliefert. Um 1428 bewirtschafteten bereits 16 Bauernfamilien das vormals karge und sumpfige Land. Im Jahr 1470 wurde erstmals eine Kirche errichtet, die 1474 einen Kirchturm erhielt, der jedoch 1769 einstürzte und auch das Kirchenschiff schwer beschädigte, so dass ein kompletter Neubau erforderlich wurde.
Hirschfeld gehörte seit 1816 zum Kreis Liebenwerda in der preußischen Provinz Sachsen, ab 1947 zum Land Sachsen-Anhalt und ab 1952 zum Kreis Bad Liebenwerda im DDR-Bezirk Cottbus, welcher 1990 zu Brandenburg kam. Seit 1993 liegt die Gemeinde im brandenburgischen Landkreis Elbe-Elster.

## Bevölkerungsentwicklung
| Jahr | Einwohner |
| ---- | --------- |
| 1875 | 1 000     |
| 1890 | 1 000     |
| 1910 | 1 100     |
| 1925 | 1 142     |
| 1933 | 1 211     |
| 1939 | 1 185     |

| Jahr | Einwohner |
| ---- | --------- |
| 1946 | 1 588     |
| 1950 | 1 571     |
| 1964 | 1 501     |
| 1971 | 1 547     |
| 1981 | 1 613     |
| 1985 | 1 603     |

| Jahr | Einwohner |
| ---- | --------- |
| 1990 | 1 578     |
| 1995 | 1 561     |
| 2000 | 1 520     |
| 2005 | 1 456     |
| 2010 | 1 367     |
| 2015 | 1 279     |

| Jahr | Einwohner |
| ---- | --------- |
| 2020 | 1 221     |
| 2021 | 1 219     |
| 2022 | 1 190     |
| 2023 | 1 179     |
| 2024 | 1 173     |

Gebietsstand des jeweiligen Jahres, Einwohnerzahl: Stand 31. Dezember (ab 1991), ab 2011 auf Basis des Zensus 2011, ab 2022 auf Basis des Zensus 2022

## Politik

### Gemeindevertretung
Die Gemeindevertretung von Hirschfeld besteht aus zehn Gemeindevertretern und der ehrenamtlichen Bürgermeisterin. Nach der Kommunalwahl am 26. Mai 2019 verteilten die Sitze sich auf die Wählergruppen Freiwillige Feuerwehr, Hirschfelder Blide, Heimatverein Hirschfeld, SV Hirschfeld und Sport sowie auf zwei Einzelbewerber. Der Stimmenanteil der Einzelbewerberin Ivonne Haase entsprach drei Sitzen, die alle unbesetzt blieben, da sie auch zur Bürgermeisterin gewählt wurde.
Im November 2023 wurde die Gemeindevertretung von der Kommunalaufsicht des Landkreises Elbe-Elster aufgelöst, nachdem durch zwei Rücktritte und einen Todesfall die Anzahl der Gemeindevertreter auf vier und damit unter die erforderliche Anzahl von mindestens der Hälfte der zu besetzenden Plätze gefallen war. Die dadurch notwendige Neuwahl am 10. März 2024 führte zu folgendem Ergebnis:
| Partei / Wählergruppe    | Stimmenanteil | Sitze |
| ------------------------ | ------------- | ----- |
| Gemeinsam für Hirschfeld | 42,0 %        | 4     |
| Freiwillige Feuerwehr    | 28,1 %        | 3     |
| SV Hirschfeld            | 13,5 %        | 1     |
| Heimatverein Hirschfeld  | 11,0 %        | 1     |
| CDU                      | 05,4 %        | 1     |

Aufgrund des geringen zeitlichen Abstandes wurde bei der Kommunalwahl in Brandenburg am 9. Juni 2024 keine neue Gemeindevertretung gewählt.

### Bürgermeister
- 1998–2019: Bernd Trobisch (Heimatverein Hirschfeld)[7]
- seit 2019: Ivonne Haase (Einzelbewerberin)[8]

Haase wurde in der Bürgermeisterwahl am 9. Juni 2024 ohne Gegenkandidaten mit 88,8 % der gültigen Stimmen für eine weitere Amtszeit von fünf Jahren gewählt.

### Wappen
Das Wappen wurde von dem Heraldiker Frank Diemar gestaltet und am 11. März 2003 genehmigt.
Blasonierung: „Geteilt; oben in Silber ein wachsender gold-bewehrter schwarzer Hirsch, unten von Grün und Silber geschacht.“

### Landtagswahlen
Zur Landtagswahl in Brandenburg 2019 erreichte die rechtspopulistische AfD 50,6 %, so viel wie in keiner anderen Gemeinde Brandenburgs. Schon 2004 hatte hier die rechtsextreme Deutsche Volksunion mit 26 Prozent einen Rekordwert erzielt.
Bei der Landtagswahl in Brandenburg 2024 erreichte die AfD ohne die Berücksichtigung von Briefwahlstimmen ein Ergebnis von 61,3 % und damit erneut einen Spitzenwert für die vom Verfassungsschutz in Brandenburg als rechtsextremistischer Verdachtsfall eingestufte Partei im Land Brandenburg.

## Sehenswürdigkeiten und Kultur

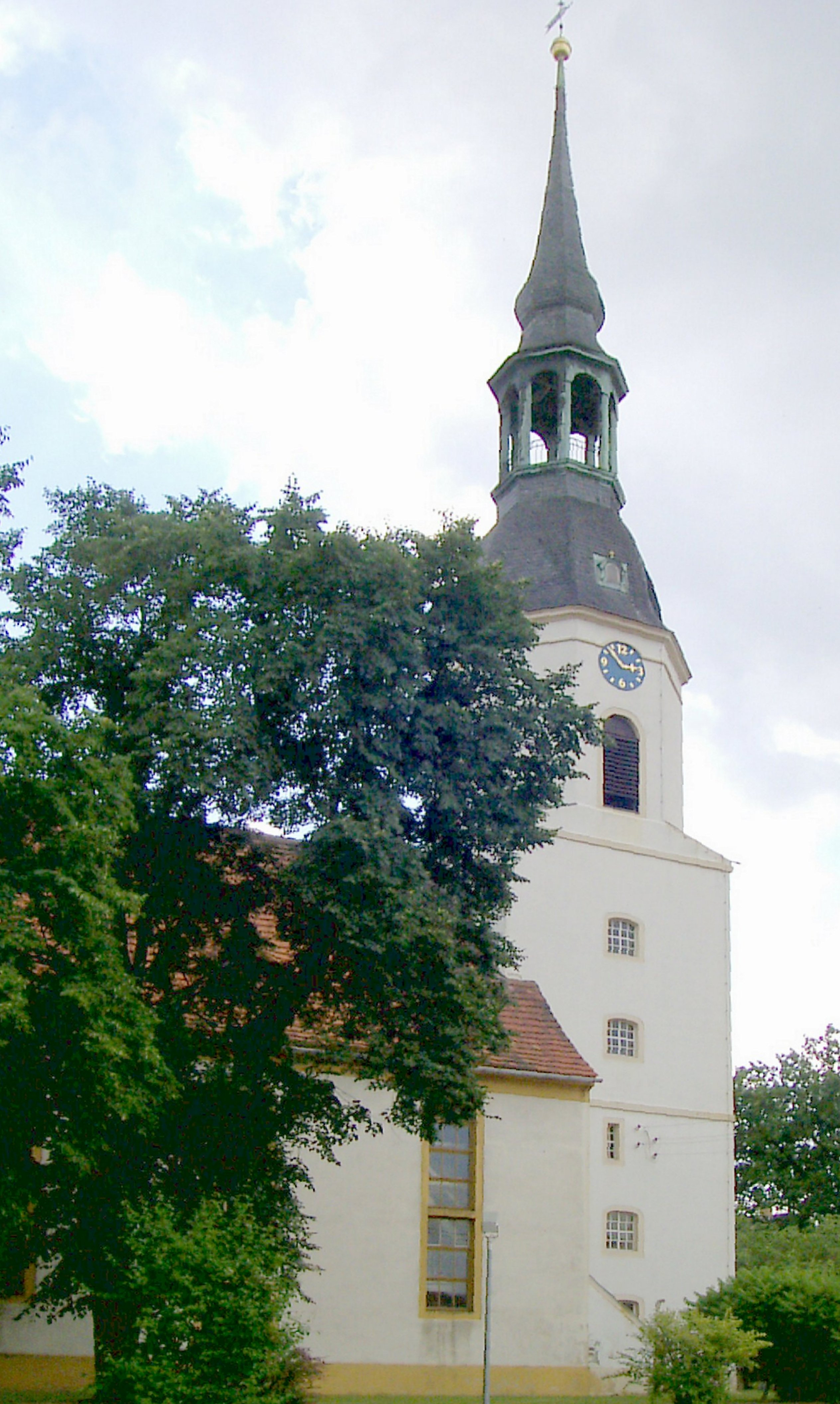
Dorfkirche

In der Liste der Baudenkmale und in der Liste der Bodendenkmale in Hirschfeld stehen die in der Denkmalliste des Landes Brandenburg eingetragenen Kulturdenkmäler.
Die spätbarocke Dorfkirche wurde 1786 errichtet. Ihr Kirchturm ist das Wahrzeichen von Hirschfeld. Die Kirche wurde im Jahr 1997 einer Komplettsanierung unterzogen.
Hirschfeld hat eine eigene „Dorfhymne“, das Hirschfelder Heimatlied von Pfarrer Karl Regensburger.
Seit 1968 richtet der Verein „Spielmannszug TV Deutsche Eiche“ jährlich im Juni das Musikfest aus.

## Wirtschaft und Infrastruktur

### Verkehr
Hirschfeld liegt an den Landesstraßen L 59 zwischen Gröditz und Ortrand und L 591 nach Plessa. Die nächstliegende Autobahnanschlussstelle ist Ortrand an der A 13 Berlin–Dresden.

### Bildung

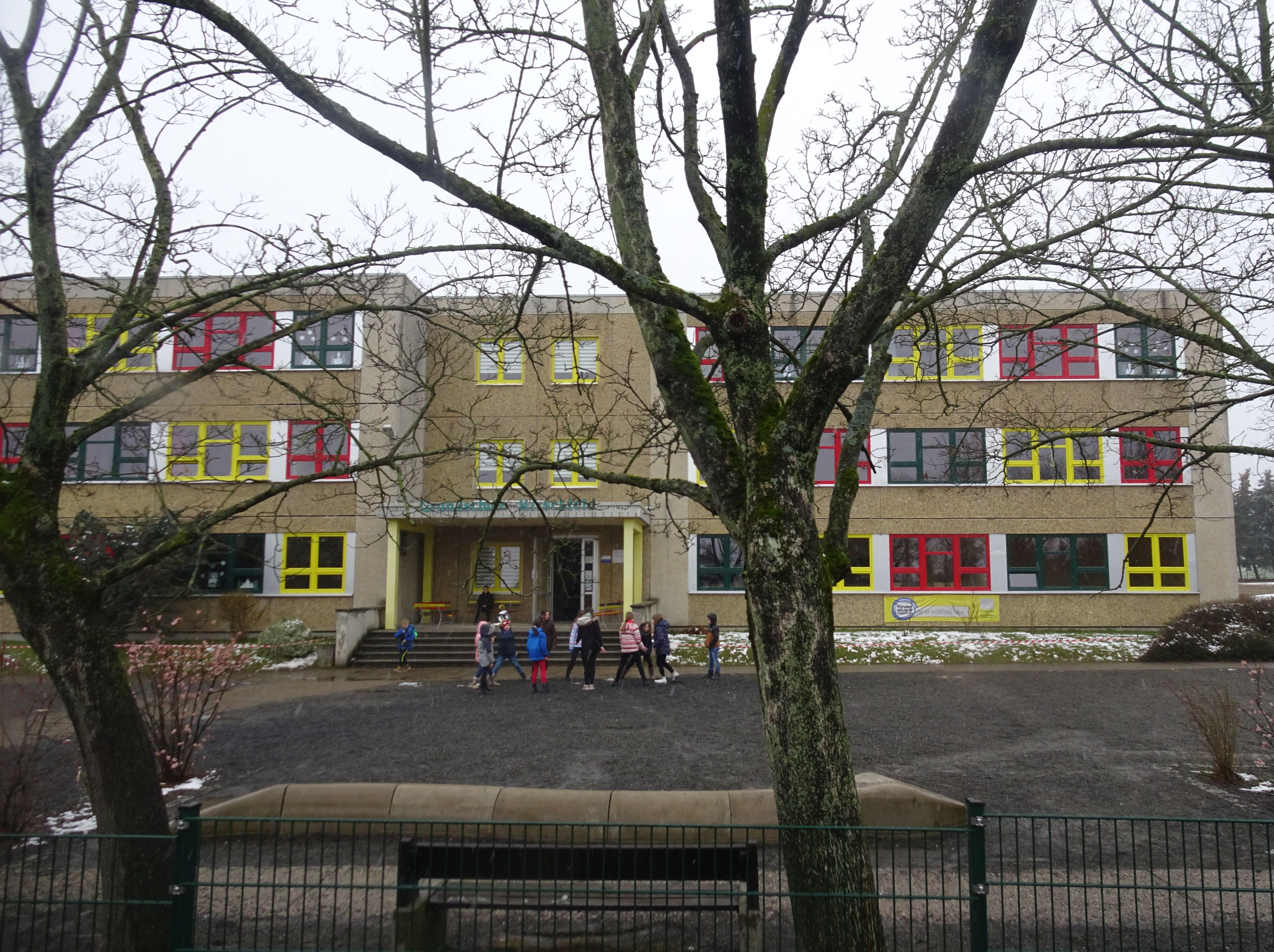
Grundschule Hirschfeld

In Hirschfeld gibt es eine Grundschule mit 115 Schülern in sechs Klassen (Schuljahr 2024/25). Im Oktober 2024 erhielt die zuvor namenlose Schule den Namen „Grundschule An den Finkenbergen“.

### Sport
Im Fußball ist im Ort der „SV Hirschfeld 1921“ aktiv. Der Verein wurde 1921 als „Arbeitersportklub Harry Hirschfeld“ gegründet. Zwei Jahre später schloss sich dieser dem Arbeiter-Turn- und Sportbund an, der in der Zeit des Nationalsozialismus verboten wurde. Nach dem Ende des Zweiten Weltkriegs kam es 1946 zu einer Neugründung des Vereins als „SG Hirschfeld“, der später in BSG „Traktor Hirschfeld“ umbenannt wurde und 1980 mit der Meisterschaft in der Kreisliga den bisher größten Erfolg in der Vereinsgeschichte verbuchen konnte. Seit 1992 trägt der Verein seinen heutigen Namen.

## Persönlichkeiten
- August Dächsel (1818–1901), evangelischer Theologe, trat 1847 in Hirschfeld seine erste Pfarrstelle an
- Adolf Werner (1827–1904), Porträt- und Genremaler, geboren in Frankenmühle